# Cadalso de los Vidrios
Cadalso de los Vidrios és un municipi de la Comunitat de Madrid, que limita amb les províncies de Toledo i Àvila.

## Origen del nom
L'origen del nom no és segur, encara que es parla d'un assentament jueu en la zona en temps romans anomenat "Cadalfarum" del que hauria derivat el terme de Cadalso. L'afegit "de los Vidrios" fa referència a unes importants fàbriques de vidre situades en aquesta localitat. El vidre fabricat en aquest poble va arribar prestigi en els segles xvi i xvii (gran part de la cristalleria de la Real Botica del Monestir de l'Escorial va ser fabricada a Cadalso). Aquests forns van estar operatius fins a principis del segle xx, quan van ser tancats definitivament.

## Història
Els orígens del poble abans de l'ocupació musulmana de la península Ibèrica no estan molt documentats, si bé la zona en la qual està situat el poble estava ocupada per poblacions celtibèriques, com demostren els Toros de Guisando situats a escassos quilòmetres en El Tremolo, així com algunes tombes. En època romana es té constància d'algun assentament en la zona de poca importància relacionat amb les vies de comunicació cap a Toledo. L'enclavament va ser ocupat pels musulmans durant prop de 3 segles, establint en ell una plaça defensiva per a Toledo, amb una talaia-observatori en la part superior de la propera Peña Muñana.
La vila va ser reconquistada en l'any 1082 pel rei Alfons VI de Castella, que la va nomenar Vila molt noble i molt lleial concedint diversos furs per al seu repoblament. És conegut que Isabel la Catòlica va passar per Cadalso després de ser proclamada hereva de la corona de Castella en 1468. També va passar per aquest poble Santa Teresa de Jesús en l'any 1569, allotjant-se a casa d'uns parents seus, els Dávila, en el carrer de San Antón. En 1833 Cadalso es va integrar en la província de Madrid. Fins a aquest moment havia pertangut a la província de Toledo.